# Baiersche Reise
Baiersche Reise (abreviado Baier. Reise) es un libro con ilustraciones y descripciones botánicas que fue escrito por el médico, biólogo y botánico holandés Franz Paula von Schrank y publicado en Munich en  el año 1786.